# 提䫻
提（‎）是印度河口的一個古代港口，阿拉伯人稱之為‎，歐洲人稱之為或。早已荒廢。

## 名稱
學界相信，提䫻 (Dayul ~ Dīwal) 一名，來自梵文「神廟」(devālya)。此廟在711年阿拉伯帝國入侵時被毀。
漢名「提䫻」則始見於《新唐書·地理志七下·廣州通海夷道》。其中「䫻」字中古漢語「移栗切，質韻」，唐音 /yut/、今普通話讀 /yu/。粵語讀 /waat9/，跟粵語字「滑」同音。
由於此字冷僻，常誤作「提風日」、「提颶」等。

## 考古遺址
遺址位於印度河出海口，鄰近今日巴基斯坦城市卡拉奇 (Karachi)，東經67.55度、北緯24.44度，稱為Bhambore遺址。遺址分作三個時期：
1. 塞人(斯基泰人)、安息人時期 (Scytho-Parthian)；
2. 印度教佛教時期；
3. 伊斯蘭時期。

## 沿革
根據考古調查，提䫻約出現於公元四世紀。

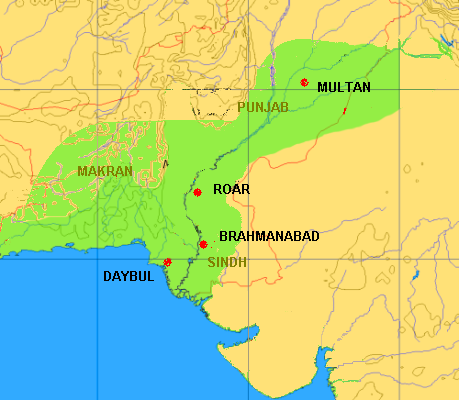
穆罕默德·伊本·卡西木，阿拉伯倭馬亞王朝的將領，他第二次出兵佔據的印度河流域。紅色線是今日巴基斯坦國境。紅點是當時的重鎮；Daybul 就是提䫻。

大約到公元 711年，阿拉伯帝國 佔據印度河，提䫻成為了帝國彌蘭省 مکران (Makrān，古代阿拉伯人稱呼印度河)、信德省 سنڌ (Sindh) 的重鎮。印度河出產的甘蔗、蔗糖從提䫻轉運到西方。
13世紀初，成吉思汗西征，蒙古消滅花剌子模國。花剌子模國王子札蘭丁 (札蘭丁) 逃入印度，佔領印度河一帶。提䫻在戰亂中漸漸衰落。

## 中國史書的提䫻
《新唐書·地理志七下·廣州通海夷道》（頁1153-1154） 引述賈耽《皇華四達記》，記載西天竺有一大河叫彌蘭（Makrān，印度河的阿拉伯名），又叫新頭河（Sindu 身毒，印度河 Indus），從提䫻國流入大海。
唐代的記載收錄了印度河的阿拉伯文名字，明顯是從唐代廣州的阿拉伯商人收集的消息。現在中國的回族追述自己祖先歷史，強調中國與阿拉伯多年來的來往，都會提及《新唐書·地理志七下·廣州通海夷道》的記載。

然而，自此以後這港口再不見於漢文史籍。宋代、元代及明初鄭和下西洋，中國的海上貿易最發達之際，史書也沒有記載提䫻這港口。學者蘇繼廎註釋《島夷誌》〈天竺〉條時，收錄了中西學者對《新唐書·地理志七下·廣州通海夷道》對提䫻的研究。
然而，《嶺外代答》、《諸蕃志》、《島夷誌》、《西洋朝貢錄》、《鄭和航海圖》等史書是沒有記載提䫻這港口。或許這港口在公元1000年開始衰落，也可能這港口的物產如蔗糖等並非華人所需，無利可圖，華人未有光臨也自然沒有記載。

## 元代漢譯阿拉伯文地圖的「達沒那」
日本保存《混一疆理歷代國都之圖》摹本，跋文寫著此圖是明初朝鮮國學者邀請明朝學者將各明朝地圖合而為一。這系列地圖跟《大明混一圖》與元代人朱思本的《輿地圖》實屬同類。元朝蒙古人帶來的世界觀，致使元代引入阿拉伯文地圖，翻譯成漢文，應中原王朝地圖結合，成為了大航海時代以前最詳盡的早期世界地圖。

《混一疆理歷代國都之圖》，其中亞地名之東是一條大河，該是印度河。此河出海口有「達沒那」（*da-mu-na），即阿拉伯文記載的印度河港口Daybul（Dībal ~ Dīwal）。基於 m ~ b 互轉的音韻慣例，「沒收」的「沒」/mu/ 可跟 /bu/ 對譯。「那」/na/ 跟 /-l/ 對併，很可能是南京等南方漢語不區分 /n/ ~ /l/ 所至。
　
　

## 13世紀波斯文史書的 Dayul
13世紀，蒙古人統治伊朗之時，伊朗人用波斯文書寫了《世界征服者史》（Tarikh-i Jahangushay） 及《史集》（Jami' al-tawarikh）。兩書記載了札蘭丁敗於成吉思汗，他逃入印度，重新建立政權。札蘭丁佔領了印度河的 Dayul 城，即阿拉伯文史書的 Daybul，即提䫻。

波斯文史書寫作 ﺪﻴﻮﻞ （DYWL - Dayūl），正是漢文譯名提䫻 /tiei-yut/ 之源。唐代習慣以 /-t/ 入聲翻譯 /-l/ 或 /-r/。

## 歐洲史書的 Diul
16世紀初，歐洲人繞過好望角來到印度，將這個印度河港口記載為 Diul 或 Diul-Sind。
Diul-Sind，即「印度河（Sind）之 Diul」。